# Feria del libro La Paz
La Feria Internacional del Libro de La Paz (FIL) es una feria literaria, cultural y artística de trascendencia nacional e internacional en Bolivia, organizado por la Cámara Departamental del Libro de La Paz (CDLLP) desde 1996. En el año 2003, la FIL recibió el reconocimiento de Patrimonio Cultural de la Ciudad de La Paz por el impulso a la lectura y escritura, y la democratización para el acceso al libro y el apoyo a la diversidad cultural. 
La Feria Internacional del Libro, se lleva a cabo en el mes de agosto, en el Campo Ferial Chuquiago Marka.
La FIL, durante los 12 días de duración, congrega a más de 100 mil visitantes, que junto a un centenar de editoriales, librerías y distribuidores asociados a la CDLLP, entidades representativas de la ciudad de La Paz y de Bolivia y autores y artistas independientes, promueven y fomentan el acceso a libros y publicaciones para diferentes públicos. Cada año, más de 300 actividades literarias, culturales y artísticas, tanto presenciales como virtuales, son parte de la Agenda Cultural de la FIL. 

## Objetivos
Los objetivos de la feria son:
- Promover la industria Editorial Boliviana
- Fomentar el hábito de la lectura
- Proteger la propiedad intelectual y los derechos de autor
- Fortalecer al libro legal
- Establecer contacto con autores nacionales e internacionales
- Impulsar el desarrollo cultural del país
- Hacer negocios y lucrar a partir de la venta de libros

### Participantes
- Autores nacionales e internacionales
- Profesionales del libro (editoriales, distribuidoras, librerías)
- Entidades y centros culturales
- Universidades
- Embajadas
- Organismos no Gubernamentales
- Agencias Internacionales
- Instituciones del Estado Plurinacional de Bolivia

### Servicios que otorga la FIL
- Agencia de Banco
- Jardín de niños
- Parqueo
- Transporte gratuito en que horarios y donde partirán?
- Servicio de telecomunicaciones
- Seguridad privada
- Bodega del Libro
- Gastronomía - Cafetería

### Pabellón Infantil
- Exposición de libros
- Rincón de la lectura
- Cuentacuentos
- Títeres
- Teatro
- Concurso de pintura, escritura
- Bailes